# Paralastor debilis
Paralastor debilis är en stekelart som beskrevs av Perkins 1914. Paralastor debilis ingår i släktet Paralastor och familjen Eumenidae. Inga underarter finns listade i Catalogue of Life.